# Oklahoma City Thunder

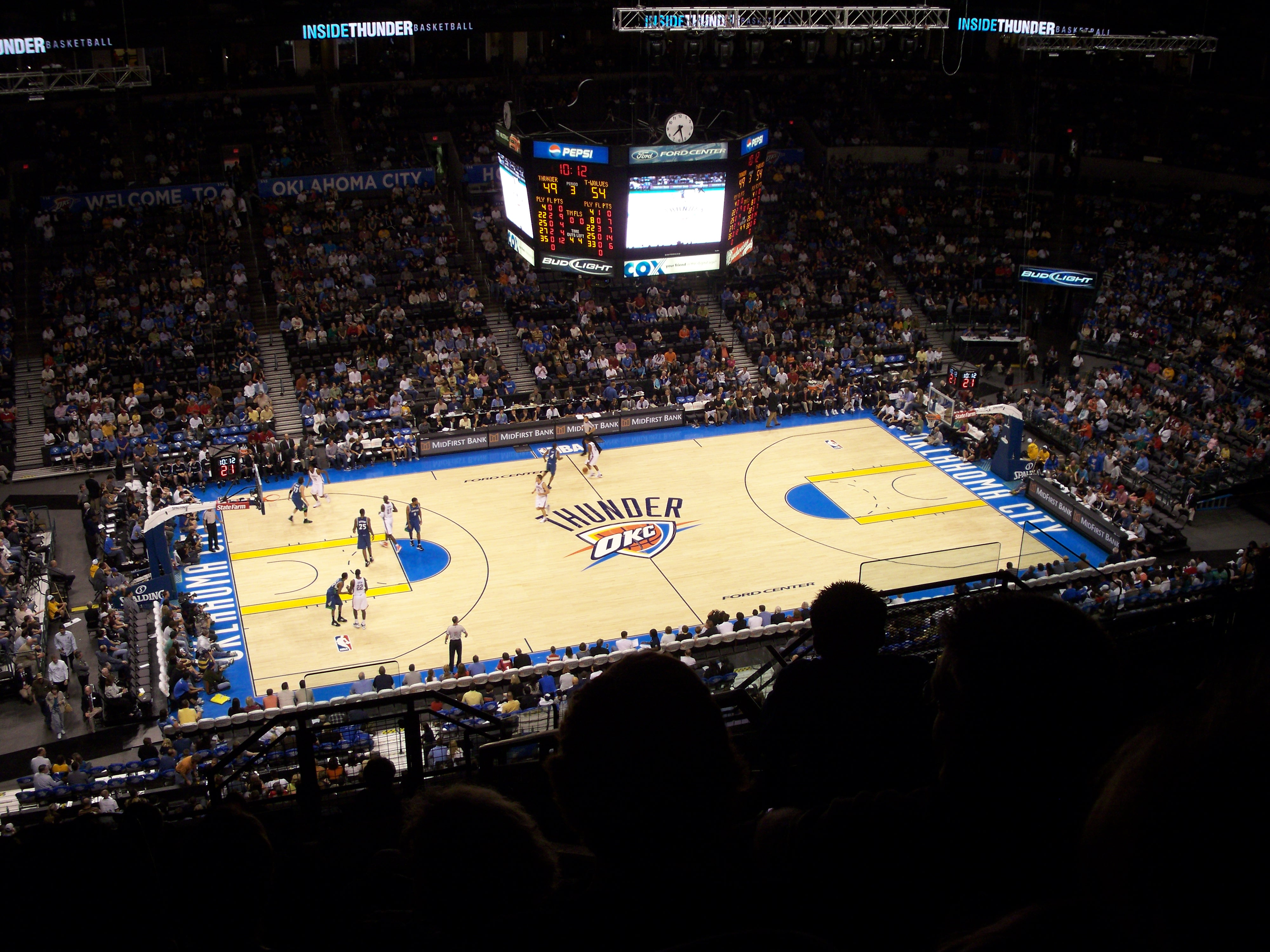
Oklahoma City Thunder under en match i Chesapeake Energy Arena 2008.

Oklahoma City Thunder är ett basketlag från Oklahoma City i Oklahoma, USA. Lagets hemmaarena är Chesapeake Energy Arena.

## Historia
Laget bildades 1967 som Seattle Supersonics. Inför säsongen 2008/2009 flyttades laget till Oklahoma City och döptes om till Oklahoma City Thunder.
Under lagets första säsong, 2008/2009, placerade sig laget sist i Northwest Division och missade därmed slutspelet. Den enda utmärkelsen förknippad med laget var att debutanten Russell Westbrook valdes ut till NBA All-Rookie Team.
Under lagets andra säsong, 2009/2010, gick det bättre. Laget kvalificerade sig, som sista lag, till slutspelet. Väl i slutspelet slogs laget ut direkt i åttondelsfinalen mot Los Angeles Lakers efter 4-2 i matcher. Lakers kom sedan att bli NBA-mästare denna säsong.
Inför säsongen 2012/2013 tappade man storstjärnan och landslagsspelaren James Harden (som var med i "big three") till Houston Rockets. Kevin Durant blev säsongens bästa poängplockare i laget. Laget tog sig till slutspel där man mötte just Houston Rockets i åttondelsfinal. Matchserien slutade 4-2 och nästa motståndare blev Memphis Grizzlies. Matchserien slutade 4-1 i fördel till Memphis Grizzlies.
Säsongen 2024–2025 blev laget NBA-mästare, efter seger över Indiana Pacers med 4–3 i finalserien.

## Spelartruppen 2025/2026
Senast uppdaterad: 9 juli 2025.

Alla spelare som har kontrakt med Oklahoma City Thunder. Spelarnas löner är i amerikanska dollar och är vad de skulle få ut om spelarna vore i NBA-truppen under hela säsongen.
| Nr                                |           | Namn                    | Pos   | Lön 25/26   |        | Kontrakt | Kom till laget | Kom ifrån                |
| --------------------------------- | --------- | ----------------------- | ----- | ----------- | ------ | -------- | -------------- | ------------------------ |
| 2                                 | Kanada    | Shai Gilgeous-Alexander | PG/SG | $38 333 050 | [ 4 ]  | 2031     | 2018           | Los Angeles Clippers     |
| 5                                 | Kanada    | Luguentz Dort           | SF/PF | $17 722 222 | [ 5 ]  | 2027     | 2019           | Arizona State Sun Devils |
| 6                                 | USA       | Jaylin Williams         | PF    | $8 450 000  | [ 6 ]  | 2028     | 2022           | Arkansas Razorbacks      |
| 7                                 | USA       | Chet Holmgren           | C     | $13 731 368 | [ 7 ]  | 2031     | 2022           | Gonzaga Bulldogs         |
| 8                                 | USA       | Jalen Williams          | SG/SF | $6 580 997  | [ 8 ]  | 2031     | 2022           | Santa Clara Broncos      |
| 9                                 | USA       | Alex Caruso             | PG/SG | $18 102 000 | [ 9 ]  | 2029     | 2024           | Chicago Bulls            |
| 11                                | USA       | Isaiah Joe              | SG    | $12 362 338 | [ 10 ] | 2028     | 2022           | Philadelphia 76ers       |
| 12                                | USA       | Thomas Sorber           | C/PF  | $4 655 040  | [ 11 ] | 2029     | 2025           | Georgetown Hoyas         |
| 13                                | Frankrike | Ousmane Dieng           | PF    | $6 670 882  | [ 12 ] | 2026     | 2022           | New York Knicks          |
| 21                                | USA       | Aaron Wiggins           | SG    | $9 672 897  | [ 13 ] | 2029     | 2021           | Maryland Terrapins       |
| 22                                | USA       | Cason Wallace           | PG/SG | $5 820 240  | [ 14 ] | 2027     | 2023           | Kentucky Wildcats        |
| 25                                | Belgien   | Ajay Mitchell           | PG/SG | $2 777 778  | [ 15 ] | 2028     | 2025           | Oklahoma City Blue       |
| 34                                | USA       | Kenrich Williams        | PF/SF | $7 163 000  | [ 16 ] | 2027     | 2020           | New Orleans Pelicans     |
| 44                                | Serbien   | Nikola Topić            | PG    | $3 839 933  | [ 17 ] | 2028     | 2024           | KK Crvena zvezda         |
| 55                                | Tyskland  | Isaiah Hartenstein      | C/PF  | $28 500 000 | [ 18 ] | 2027     | 2024           | New York Knicks          |
| --                                | USA       | Zach Austin             | PF    | $1 272 868  | [ 19 ] | 2026     | 2025           | Pittsburgh Panthers      |
| --                                | USA       | Payton Sandfort         | SF/SG | $1 272 868  | [ 20 ] | 2026     | 2025           | Iowa Hawkeyes            |
| --                                | USA       | Chris Youngblood        | SG    | $1 272 868  | [ 21 ] | 2026     | 2025           | Alabama Crimson Tide     |
| Tvåvägskontrakt                   |           |                         |       |             |        |          |                |                          |
| Nr                                |           | Namn                    | Pos   | Lön 25/26   |        | Kontrakt | Kom till laget | Kom ifrån                |
| 15                                | USA       | Branden Carlson         | C     | $636 434    | [ 22 ] | 2026     | 2025           | Oklahoma City Blue       |
| 23                                | USA       | Brooks Barnhizer        | SG/SF | $636 434    | [ 23 ] | 2026     | 2025           | Northwestern Wildcats    |
| --                                | USA       | Trey Alexander          | SG    | $636 434    | [ 24 ] | 2026     | 2025           | Denver Nuggets           |
| Positioner: PG – SG – SF – PF – C |           |                         |       |             |        |          |                |                          |

### Spelargalleri

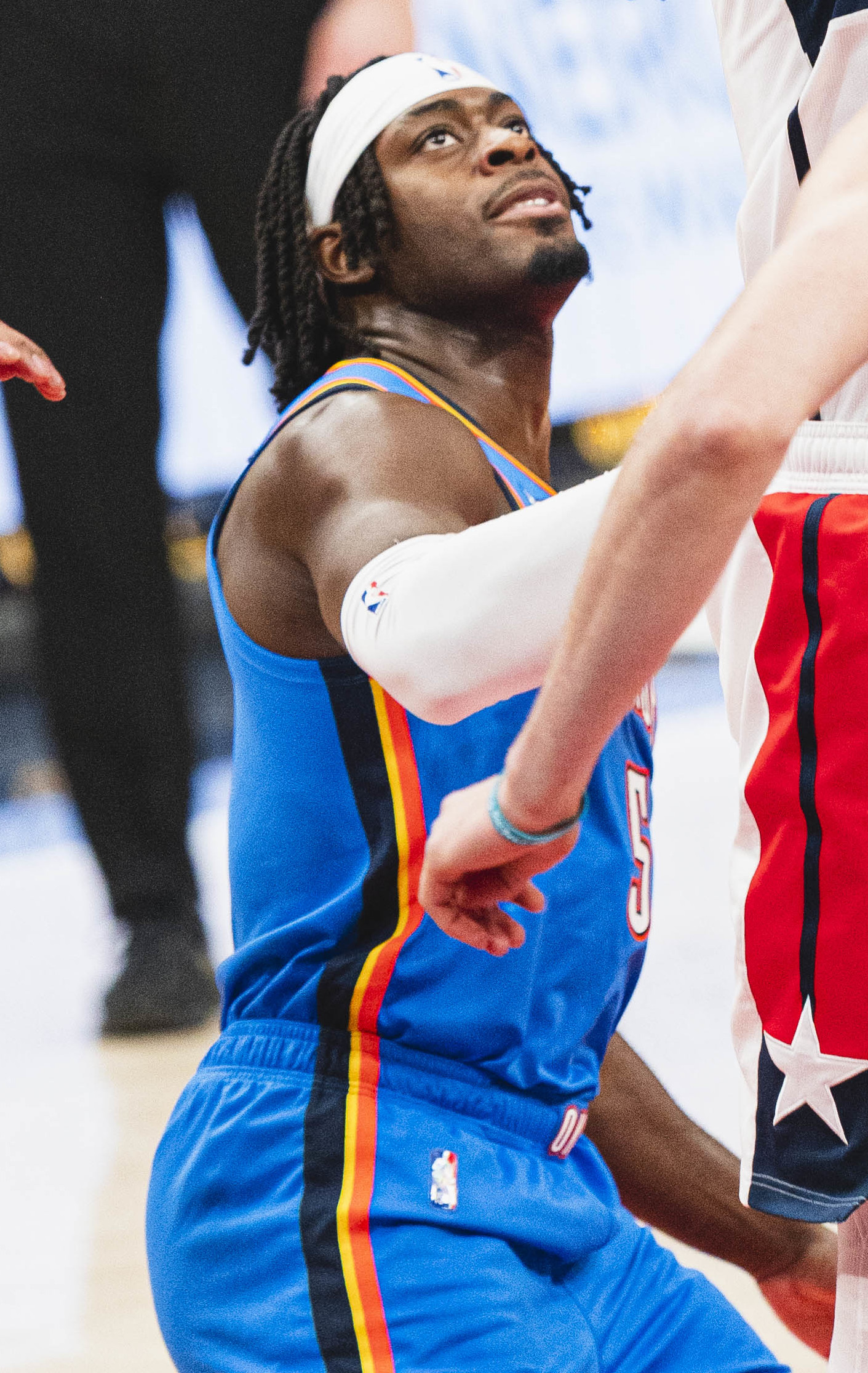
Luguentz Dort